# Alan Goodrope
Alan Goodrope (* 3. Mai 1951) ist ein ehemaliger australischer Radrennfahrer.

## Sportliche Laufbahn
Goodrope war Teilnehmer der Olympischen Sommerspiele 1976 in Montreal. Er startete im Straßenradsport. Im olympischen Straßenrennen schied er aus.
1973 holte er einen Etappensieg im Rennen Dulux Tour Six Day. Zweimal wurde er Meister im Bundesstaat Victoria im Straßenrennen.